# 阮卓
阮卓（531年—589年），陳留尉氏人，南北朝南陳官員和文學家。
阮卓的祖父阮詮是南梁的散騎侍郎，父親阮問道則是南梁寧遠將軍岳陽王蕭詧的王府記室參軍。阮卓自幼聰明，專心學習經籍，擅長談論，尤其寫作五言詩。他個性孝順，十五歲時父親隨蕭詧出鎮江州時因病去世，就從建康趕到江州，途中一點水也沒有喝過。其時侯景之亂令道路阻隔，他歷盡艱辛將父親的靈柩送回建康；在路途遇上賊人時，他面容憔悴，哭著陳述父親逝世的事，令賊人同情而不殺死他，並護送他出境。過彭蠡湖期間，湖中突然遇上疾風，幾次幾乎翻船，阮卓仰天悲呼，很快風就平息，當時的人都說阮卓孝感動天。
陳文帝繼位，他獲授鄱陽王陳伯山的王府外兵參軍；天康元年（566年）轉為雲麾將軍新安王陳伯固的王府記室參軍，之後隨府轉為翊右記室，帶任撰史著士。後來阮卓又遷轉鄱陽王中衛府錄事、晉安王陳伯恭的王府記室，仍然任職著士如故。歐陽紇被平定，交阯人往往聚集成盗匪，他卓詔出使招撫。交阯的日南郡、象郡出產金銀珍珠和翡翠，前後的使者都取得不少，只有阮卓挺身而還，沒有取去任何寶物，時人都認為他廉潔。不久遷任衡陽王陳伯信的王府中錄事參軍、入朝任用為尚書祠部郎，轉官始興王陳叔陵的中衛府記室參軍。
陳叔陵謀反被誅殺後，陳後主對朝臣說：「阮卓從來不參與謀逆，應該要嘉許。」至德元年（583年），他入朝任官德教殿學士，很快兼任通直散騎常侍，為王話副手出使隋朝。隋文帝早知道阮卓名氣，遣派河東薛道衡、琅邪顏之推等人和他飲酒賦詩，賜予禮物。回國後，除授招遠將軍、南海王陳虔的王府諮議參軍，後來因眼病不就任，隱居在小屋，改建亭宇和修整山林園池，招待朋友，以文酒自娛。禎明三年（589年）入隋，到江州時想起父親在當地去世而生病逝世，虛歲五十九。

## 引用
1. 1 2  《陳書·卷三十四·列傳第二十八》：阮卓，陳留尉氏人。祖詮，梁散騎侍郎。父問道，梁寧遠岳陽王府記室參軍。卓幼而聰敏，篤志經籍，善談論，尤工五言詩。性至孝，其父隨岳陽王出鎮江州，遇疾而卒，卓時年十五，自都奔赴，水漿不入口者累日。屬侯景之亂，道路阻絕，卓冒履險艱，載喪柩還都。在路遇賊，卓形容毀瘁，號哭自陳，賊哀而不殺之，仍護送出境。及渡彭蠡湖，中流忽遇疾風，船幾沒者數四，卓仰天悲號，俄而風息，人皆以為孝感之至焉。
2. 1 2  《南史·卷七十二·列傳第六十二》：阮卓，陳留尉氏人也。祖詮，梁散騎侍郎。父問道，梁岳陽王府記室參軍。卓幼聰敏，篤志經籍，尤工五言。性至孝，父隨岳陽王出鎮江州，卒，卓時年十五，自都奔赴，水漿不入口者累日。載柩還都，度彭蠡湖，中流遇疾風，船幾沒者數四，卓仰天悲號，俄而風息，人以為孝感之至。
3. ↑  《陳書·卷三十四·列傳第二十八》：世祖即位，除輕車鄱陽王府外兵參軍。天康元年，轉雲麾新安王府記室參軍，仍隨府轉翊右記室，帶撰史著士。遷鄱陽王中衛府錄事，轉晉安王府記室，著士如故。及平歐陽紇，交阯夷獠往往相聚為寇抄，卓奉使招慰。交阯通日南、象郡，多金翠珠貝珍怪之產，前後使者皆致之，唯卓挺身而還，衣裝無他，時論咸伏其廉。遷衡陽王府中錄事參軍。入為尚書祠部郎。遷始興王中衛府記室參軍。
4. ↑  《南史·卷七十二·列傳第六十二》：陳天康元年，為新安王府記室參軍，隨府轉翊右記室，帶撰史著士。及平歐陽紇，交址夷獠往往聚為寇抄，卓奉使招慰。交址通日南、象郡，多金翠珠貝珍怪之產，前後使者皆致之，唯卓挺身而還，時論咸伏其廉。後為始興王中衛府記室參軍。
5. ↑  《陳書·卷三十四·列傳第二十八》：叔陵之誅也，後主謂朝臣曰：「阮卓素不同逆，宜加旌異。」至德元年，入為德教殿學士。尋兼通直散騎常侍，副王話聘隋。隋主夙聞卓名，乃遣河東薛道衡、琅邪顏之推等，與卓談醼賦詩，賜遺加禮。還除招遠將軍、南海王府諮議參軍。以目疾不之官，退居里舍，改構亭宇，脩山池卉木，招致賓友，以文酒自娛。禎明三年入于隋，行至江州，追感其父所終，因遘疾而卒，時年五十九。
6. ↑  《南史·卷七十二·列傳第六十二》：及叔陵誅，後主謂朝臣曰：「阮卓素不同逆，宜加旌異。」至德元年，入為德教殿學士。尋兼通直散騎常侍，副王話聘隋。隋文帝夙聞其名，遣河東薛道衡、琅邪顏之推等與卓談宴賦詩，賜遺加禮。還除南海王府諮議參軍，以目疾不之官。退居裏舍，改構亭宇，修山池卉木，招致賓友，以文酒自娛。陳亡入隋，行至江州，追感其父所終，遘疾卒。

## 延伸阅读
[在维基数据编辑]
 《陳書·卷34》，出自姚思廉《陳書》